# Back on Top
Back on Top es el vigésimo séptimo álbum de estudio del músico norirlandés Van Morrison, publicado por la compañía discográfica Virgin Records en marzo de 1999. Grabado entre The Wool Hall de Bath, Inglaterra, y Dublín, Irlanda, el álbum marca un ligero retorno a la forma musical habitual en Van Morrison, integrada por blues y R&B. La revista musical Rolling Stone definió Back on Top como un Monet y nueve Norman Rockwell, siendo el primero «When the Leaves Come Falling Down», a la que calificó de «obra maestra».
En enero de 2008, Polydor Records reeditó Back on Top con dos temas extra: una toma alternativa de «Philosopher's Stone» y una canción de Fats Domino, «Valley of Tears».

## Canciones
El tema que da título al álbum, «Back on Top», es una declaración optimista y puede ser considerada como una definición de su relación personal y profesional. «When the Leaves Come Falling Down» es una balada fijada en el otoño y adornada con una sección de cuerdas. Otra canción con un fondo otoñal, «Golden Autumn Day», trata sobre un hipotético atraco en una ciudad anónima de Gran Bretaña. Por su parte, «Reminds Me of You», otra balada que trata sobre el amor y una relación rota, fue compuesta en 1996 después de que el cantante rompiera su relación sentimental con Michelle Rocca, y no fue grabada hasta que la pareja volvió a juntarse.
«Precious Time», con una letra que ahonda en el rápido paso del tiempo y en la necesidad de disfrutar de la vida, se ha convertido, con el paso del tiempo, en una de las canciones habituales en el repertorio de los conciertos de Van Morrison. «Going Down Geneva», con una influencia del blues, tiene una letra que se ubica en varias ciudades europeas. El verso «Flew from there to Montreux and my heart was filled with pain» (en español: «Volé desde ahí hasta Montreux y mi corazón estaba lleno de dolor») hace referencia a su aparición en el Festival de Jazz de Montreux en 1997.
El video de la canción «Back on Top» obtuvo buena acogida en cadenas musicales de Canadá como MuchMoreMusic desde su publicación. El 16 de abril de 1999, Morrison apareció en el programa de televisión de la BBC Later with Jools Holland interpretando los temas «Back on Top», «When the Leaves Come Falling Down» y «Gloria».

## Recepción
El álbum obtuvo reseñas mixtas de la prensa musical pero obtuvo un buen resultado comercial al llegar al puesto veintiocho en la lista Billboard 200, su mejor registro en el país desde el lanzamiento de Wavelength, y fue certificado como disco de oro tanto en los Estados Unidos como en el Reino Unido. James Crispell, de Allmusic, escribió: «Después de tantas canciones que van a través de tantos estilos, es un placer tener a Van Morrison de regreso a la músiac que se adapta tan bien a él. Inmerso en el blues y el R&B, Back on Top encuentra a Morrison celebrando la vida y sus placeres hasta el límite». Por otra parte, James Hunter, de la revista Rolling Stone, escribió: «Back on Top es sólido, brillante. Pero es también un Monet y nueve Norman Rockwell».

## Lista de canciones
Todas las canciones escritas y compuestas por Van Morrison excepto donde se anota. 
| N.º | Título                              | Duración |  |
| 1.  | «Goin' Down Geneva»                 | 4:24     |  |
| 2.  | «Philosophers Stone»                | 6:05     |  |
| 3.  | «In the Midnight»                   | 5:07     |  |
| 4.  | «Back on Top»                       | 4:23     |  |
| 5.  | «When the Leaves Come Falling Down» | 5:39     |  |
| 6.  | «High Summer»                       | 5:12     |  |
| 7.  | «Reminds Me of You»                 | 5:39     |  |
| 8.  | «New Biography»                     | 5:23     |  |
| 9.  | «Precious Time»                     | 3:45     |  |
| 10. | «Golden Autumn Day»                 | 6:31     |  |

| Temas extra (reedición de 2008) |                                         |          |  |
| N.º                             | Título                                  | Duración |  |
| 11.                             | «Philosophers Stone» (Toma alternativa) | 4:52     |  |
| 12.                             | «Valley of Tears» (Fats Domino)         | 5:02     |  |

## Personal
- Van Morrison: guitarra acústica, armónica y voz.
- Mick Green: guitarras acústicas y eléctricas.
- Pee Wee Ellis: saxofón soprano, tenor y barítono y coros.
- Matt Holland: trompeta
- Geraint Watkins: piano y órgano Hammond
- Fiachra Trench: piano
- Ian Jennings: contrabajo
- Liam Bradley: batería, percusión y coros.
- Bobby Irwin: batería
- Brian Kennedy: coros
- Irish Film Orchestra: sección de cuerdas.
- Leo Green: saxofón tenor
- Jools Holland: piano
- Mike Sánchez: piano y guitarra

## Posición en listas
| País           | Lista                    | Posición |
| -------------- | ------------------------ | -------- |
| Alemania       | Media Control Charts     | 20       |
| Australia      | ARIA Albums Chart        | 13       |
| Estados Unidos | Billboard 200            | 28       |
| Noruega        | Norwegian Albums Chart   | 1        |
| Nueva Zelanda  | New Zealand Music Charts | 5        |
| Países Bajos   | Mega Albums Top 100      | 21       |
| Reino Unido    | UK Albums Chart          | 11       |
| Suecia         | Swedish Albums Chart     | 5        |

| Sencillo        | País        | Lista            | Posición |
| --------------- | ----------- | ---------------- | -------- |
| «Precious Time» | Reino Unido | UK Singles Chart | 36       |
| «Back on Top»   | Reino Unido | UK Singles Chart | 69       |

## Certificaciones
| Fecha                    | País           | Organismo certificador | Certificación | Ventas certificadas |
| ------------------------ | -------------- | ---------------------- | ------------- | ------------------- |
| 29 de abril de 1999      | Reino Unido    | BPI                    | Oro           | 100 000             |
| 17 de septiembre de 1999 | Estados Unidos | RIAA                   | Oro           | 500 000             |